# Benno von Achenbach
Benno von Achenbach (Düsseldorf, 24 juli 1861 - Berlijn, 15 oktober 1936), was de grondlegger van de regels van de mensport zoals die tegenwoordig internationaal beoefend wordt.

## Levensloop
Benno Achenbach was de enige zoon van de Düsseldorfse landschapsschilder Oswald Achenbach, hij had vier oudere zussen. Hij reisde op jeugdige leeftijd met zijn familie door Europa, naar Zwitserland en Italië en maakte onderweg kennis met verschillende manieren van aanspannen en omgaan met paarden. Hij was een begaafd tekenaar maar koos toch voor een beroep met paarden. Achenbach leerde het rijden met meerspannig aangespannen paarden onder andere van de Engelse menleraar Edwin Howlett in Parijs. Naast het mennen voor het dagelijkse werk was er vanuit Engeland al een menstijl in ontwikkeling voor de wedstrijdsport. Vanuit zijn ervaringen stelde hij een eigen methode op om zo diervriendelijk, doelmatig en veilig mogelijk met paarden om te gaan. In 1892 ontving hij een gouden medaille voor zijn menstijl. In 1906 trouwde hij met Martha Marcus. Het paar bleef kinderloos. 
Hij werd in 1906 hofstalmeester van keizer Wilhelm II van Duitsland en werd door hem vanwege zijn verdiensten voor de modernisering van de mensport in de adelstand verheven. Sindsdien luidde zijn familienaam 'Von Achenbach'. In 1918 publiceerde hij "Fahrvorschrift"; een richtlijn voor de Wehrmacht. In 1922 publiceerde hij "Anspannen und Fahren". Von Achenbach stelde ook een typologie op van wagens en koetsen. Hij was zelf een begenadigd ruiter en werkte ook als jurylid bij wedstrijden. Zijn methode van omgaan met aangespannen paarden heeft nog steeds veel invloed op de huidige mensport; vrijwel alle vierspankoetsiers gebruiken zijn methode.

## Het Achenbach mensysteem
Tot zijn methode behoort een grotendeels gestandaardiseerde uitrusting, bijvoorbeeld kruisleidsels, een koetsierszweep, handschoenen en een schort. De koetsier zit op een hoge, vaste bok en hoort altijd een scherp mes bij zich te dragen en bovendien iets lekkers als beloning voor de paarden zoals een appel of een wortel. Zijn methode berust op nageven in plaats van aantrekken.
De paarden, die oogkleppen dragen, worden altijd met een lichte teugelspanning gereden. Met aanwijzingen door middel van de stem en de zweep worden zij aangedreven. De koetsier, die steeds ver vooruit moet kijken, kan de paarden met subtiele handbewegingen sturen en afremmen. Bij tempowisselingen zoals voorwaarts gaan, draven en halthouden wordt altijd eerst een 'stemhulp' (commando) gegeven. De koets dient voorzien te zijn van een deugdelijke rem. De koetsier draagt altijd een hoofddeksel.

## Basisregels
Binnen dit mensysteem gelden zeven centrale regels die door Von Achenbach werden opsteld:
1. Om correct te kunnen mennen dient men deugdelijke Achenbachleidsels, een zweep en een vaste evenaar te gebruiken. Zonder vaste evenaar kunnen de voordelen van Achenbachleidsels niet worden gebruikt.
2. Wie goed enkel- en dubbelspan kan rijden kan ook makkelijk met vierspan leren rijden.
3. De koetsier moet te allen tijde zijn rechterhand kunnen vrijmaken voor het geven van verkeerstekens, te remmen, om te groeten en om de zweep te hanteren.
4. Alle wendingen worden door nageven van het buitenste leidsel ingeleid. Vóór elke wending wordt het tempo verminderd. Door het nageven van het buitenste leidsel kan het buitenste paard de wagen beter door de wending trekken. Tevens worden stelling en buiging in de bewegingsrichting mogelijk gemaakt.
5. de rechtopstaande houding van de handen maakt het mogelijk dat de wendingen slechts door draaiing van de polsen mogelijk zijn.
6. Rechts- en linksaf slaan  gebeurt op fundamenteel verschillende wijze. Mede omdat de koetsier rechts op de bok zit.
7. De koetsier mag een of meerdere leidsels nooit laten glijden. Correct mennen is dan onmogelijk en zou in het straatverkeer gevaar kunnen opleveren.

## Achenbacher jachtwagen
De door Benno von Achenbach ontworpen Feldwagens waren open maar hadden soms een naar beide kanten openklappende huif. Ze boden plaats aan vier personen, die op twee banken vis à vis zaten. De koetsier zat hoog op de blankgelakte bok. Achterop stond een groot wildrek.